# Starizem
Starízem, staromrzništvo ali ageízem (izgovarjava ejdžízəm) pomeni stereotipiziranje in diskriminiranje starejših ljudi ali skupin na podlagi njihove starosti. To je lahko slučajno ali sistematično. Izraz je leta 1969 skoval Neil Robert Butler. Butler je starizem opredelil kot kombinacijo treh med seboj povezanih elementov: predsodkov do starejših, starosti in staranja; diskriminatornega ravnanja s starejšimi ljudmi ter institucionalne prakse in politike, ki utrjujeta in ohranjata stereotipe o starejših. Čeprav se izraz občasno uporablja tudi za opis diskriminacije mladostnikov ter otrok, se večinoma uporablja za odnos do starejših. Stigmatizatizacija ne nastaja samo zunaj kohezivno predstavljenih skupin starejših, ampak tudi v njih samih.